# 사과 (2010년 영화)
"사과"(Apple)는 한국에서 제작된 정철 감독의 2010년 드라마, 가족 영화이다. 박지연 등이 주연으로 출연하였다.

## 출연

### 주연
- 박지연
- 김소숙
- 하덕성
- 오민석

## 기타
- 프로듀서: 김유경
- 조연출: 이수정
- 녹음: 이주석